# Lapidogorgia cimenia
Lapidogorgia cimenia is een zachte koraalsoort uit de familie Plexauridae. De koraalsoort komt uit het geslacht Lapidogorgia. Lapidogorgia cimenia werd in 1999 voor het eerst wetenschappelijk beschreven door Grasshoff. 